# Kazimierz Winkler

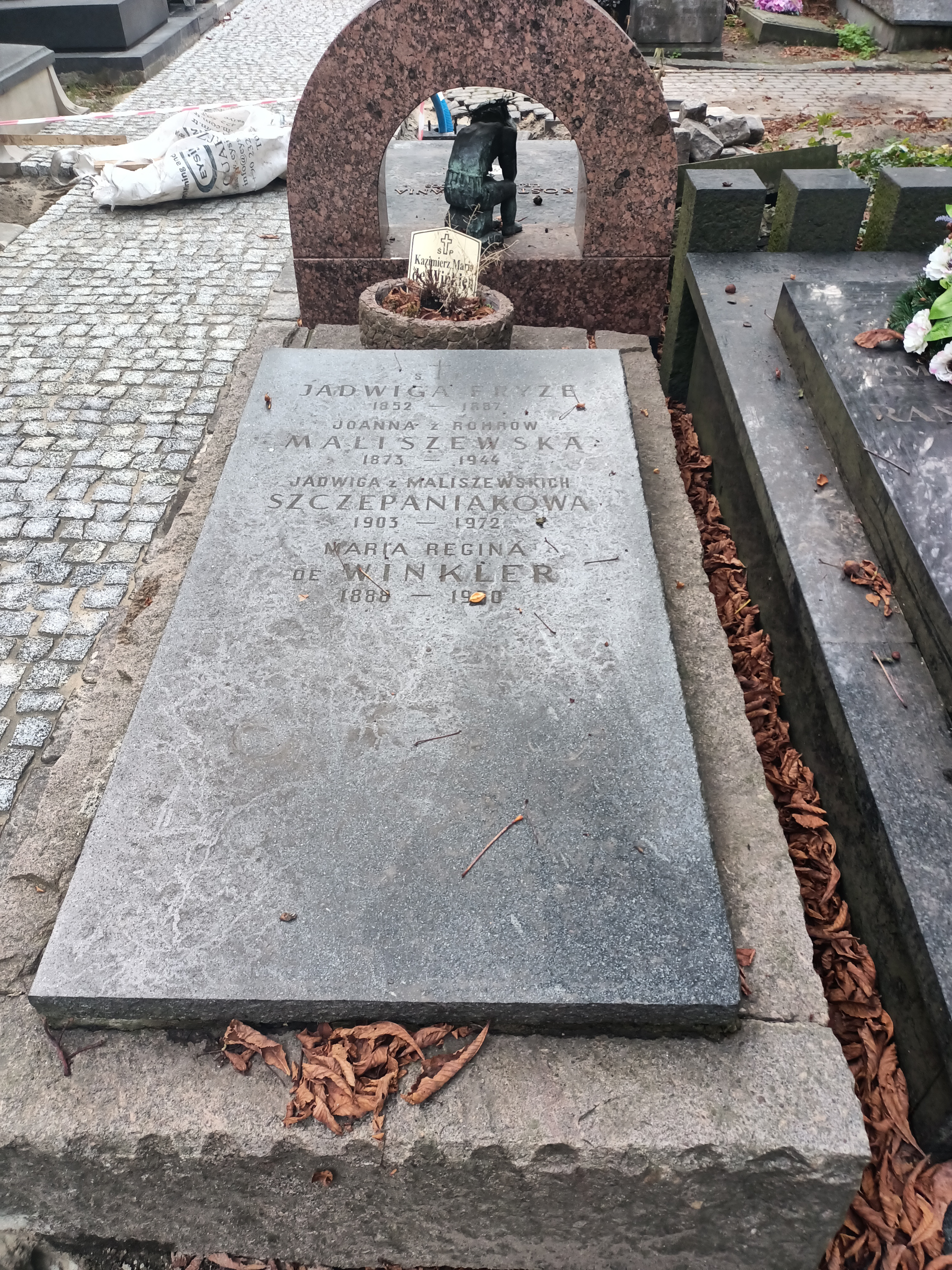
Nagrobek Kazimierza Marii de Winklera na cmentarzu Powązkowskim w Warszawie

Kazimierz Winkler, właśc. Kazimierz Maria de Winkler, ps. Andrzej Augustowski (ur. 23 listopada 1918 w Radomiu, zm. 5 lipca 2014 w Warszawie) – polski literat, poeta i rysownik. Ukończył Szkołę Główną Handlową w Warszawie.

## Życiorys
Urodził się w rodzinie Stanisława, dyrektora banku, i Marii z Maliszewskich. W rodzinnym mieście ukończył Gimnazjum im. Kochanowskiego. W 1936 roku, po zdaniu matury, wyjechał do Warszawy i zaczął studia w Szkole Głównej Handlowej.
Ojciec aktora Macieja Winklera (ur. 1958).
Zmarł w Warszawie, pochowany na cmentarzu Powązkowskim (kwatera 170-2-1).

## Twórczość

### Debiut
Jego literacki debiut miał miejsce w roku 1934 w szkolnych pismach „Głosy Sztubackie” i „Filareta”. Był laureatem konkursu poetyckiego zorganizowanego przez Polską YMCA w roku 1938 (wiersz „Polska”).

### II wojna światowa
W czasie okupacji, pod pseudonimem Andrzej Augustowski, pisał wiersze, opowiadania i recenzje do konspiracyjnego pisma społeczno-literackiego „Sztuka i Naród”. Był uczestnikiem powstania warszawskiego, w czasie którego napisał m.in. „Marsz słowiański” i „Warszawa była startem”. Walczył w batalionie „Łukasiński” na Starym Mieście. Po upadku powstania był jeńcem Stalagu 344 Lamsdorf, następnie skierowany do Stalagu XIII-D Nürnberg/ Langwasser i Voglau w Austrii.

### Okres powojenny
W lipcu 1945 roku powrócił do kraju i zamieszkał w Warszawie. Publikował prozę i poezje, a także rysunki satyryczne w tygodnikach i prasie codziennej.
W roku 1947 napisał pierwszy tekst piosenki „Dziewczyna z radia” i od tego czasu stał się autorem tekstów dla niemal wszystkich popularnych piosenkarzy i zespołów polskich w tym okresie. Ponadto zajmował się tłumaczeniem tekstów, m.in. piosenek z operetek Wesoła wojna, Hrabia Luksemburg, Manewry jesienne. Do znanych piosenek Winklera należą m.in. „Gdy mi ciebie zabraknie” (uznana w roku 1961 za najpopularniejszą piosenkę powojenną), „Czerwony autobus”, „Taka sobie miłość” (wyróżnienie – Opole ’63), „Przyjdzie na to czas”, „Tych lat nie odda nikt”, „Pierwszy siwy włos”, „O mnie się nie martw” (pierwsza nagroda – Opole ’64), „Wesoły pociąg”, „Dozwolone do lat osiemnastu”, „Wędrowne gitary”.

### Piosenki (wybór)
- „Czerwony autobus”
- „Dozwolone do lat osiemnastu”
- „Dziewczyna z radia”
- „Gdy mi ciebie zabraknie”
- „O mnie się nie martw”
- „Pierwszy siwy włos”
- „Przyjdzie na to czas”
- „Si senor” (muzyka Ryszard Sielicki, wyk. Maria Koterbska)
- „Taka sobie miłość”
- „Tych lat nie odda nikt”
- „Wesoły pociąg”
- „Wędrowne gitary”
- „Za kilka lat”

## Ordery i odznaczenia
- Krzyż Oficerski Orderu Odrodzenia Polski (15 grudnia 1999)[6]
- Krzyż z Mieczami Orderu Krzyża Niepodległości (19 listopad 2013)[7]
- Medal 10-lecia Polski Ludowej (19 stycznia 1955)[8]
- Srebrny Medal „Zasłużony Kulturze Gloria Artis” (2 kwietnia 2013)[9][10]
- Odznaka „Zasłużony Działacz Kultury” (1979)[11]
- Medal Bene Merenti Civitas Radomiensis (2009)[12]
- Medal ZAiKS-u (1993)[13]
- Medal 90-lecia ZAiKS-u (2009)[13]
- Odznaka Honorowa ZAiKS-u (2013)[13]